# Hình học đại số
Hình học đại số là một nhánh của toán học, ban đầu nghiên cứu nghiệm của các phương trình đa thức. Hình học đại số hiện đại dựa trên các kĩ thuật trừu tượng hơn của đại số trừu tượng, đặc biệt là đại số giao hoán, bằng ngôn ngữ và các bài toán hình học. Hình học đại số có vị pô]] và lý thuyết số.
Nguồn gốc của hình học đại số có thể tìm thấy từ Hy Lạp cổ đại, với các vấn đề sơ khai như bài toán Delian của Menechmus. hay các nghiên cứu về đường cô-nic của Archimedes và Apollonius Ngày nay, hình học đại số tìm thấy nhiều ứng dụng trong thống kê học, lý thuyết điều khiển, robot học, mã sửa lỗi, lý thuyết phát sinh loài và dựng mẫu hình học.